# Parc éolien de Walney
Le parc éolien de Walney est un parc éolien en mer situé au large de la côte de Cumbria, en mer d'Irlande, à 14 km à l’ouest de l’île de Walney. Il est situé au nord-ouest tout près du parc éolien de West Duddon, et aussi à l’ouest du parc éolien d'Ormonde.

## Description
Le parc éolien a été construit par Walney (UK) Offshore Windfarms Limited, un partenariat entre DONG Energy et Scottish and Southern Energy. Il a été construit en 2 phases de chacune 51 éoliennes d’une capacité unitaire de 3,6 MW.
La capacité installée du parc est de 367,2 MW, ce qui en fait le parc éolien en mer le plus puissant du monde (en février 2012). Sa production électrique attendue est d’environ 1 300 GWh par an, ce qui correspond à un facteur de charge de 40 %,,. Le parc est situé dans des eaux d’une profondeur comprise entre 19 et 23 mètres, et il couvre une superficie d’environ 73 km2 (il a donc une densité de puissance moyenne attendue de 2,0 W/m2).

## Construction
En 2004, le Crown Estate a accordé un bail emphytéotique de 50 ans pour développer un parc éolien au large de l’île de Walney, dans le cadre du processus de développement de l’éolien britannique appelé Round 2. Le parc a été construit en 2 phases successives avec des chevauchements des activités de construction afin de réduire la durée totale de construction.
Le 11 juillet 2011, la 1re moitié du parc est devenue opérationnelle, avec une capacité installée de 183,6 MW. Walney 2 a commencé à envoyer du courant le 1er novembre 2011. La construction du parc éolien a été officiellement terminée le 9 février 2012 par le ministre britannique de l'énergie, Ed Davey.